# Antologia Palatina

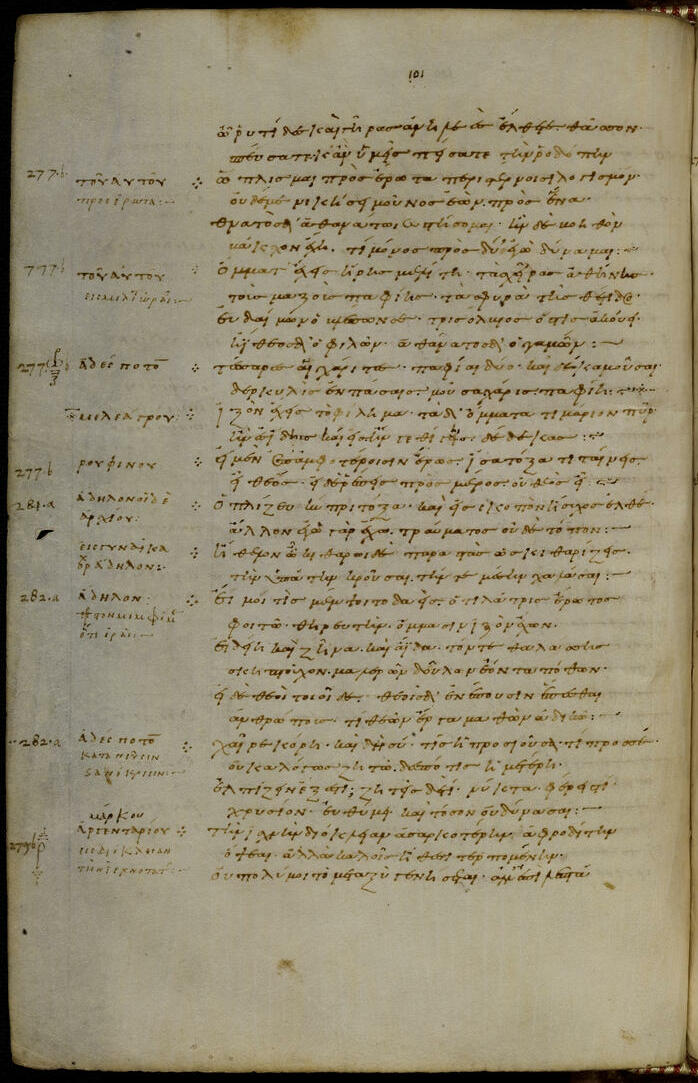
Uma página da Antologia Palatina (Códice Palatinus 23), século X, da Biblioteca da Universidade de Heidelberg

A Antologia Palatina (ou Anthologia Palatina), às vezes abreviada como AP, é a coleção de poemas gregos e epigramas descoberta em 1606 na Biblioteca Palatina em Heidelberg. Baseia-se na coleção perdida de Constantino Cefalas do século X, que por sua vez se baseava em antologias mais antigas. Contém material do século VII a.C. até 600 d.C. e mais tarde tornou-se a parte principal da Antologia Grega, que também incluiu a Antologia de Planudes e outro material.
O manuscrito da Antologia Palatina foi descoberto por Saumaise (Salmasius) em 1606 na Biblioteca Palatina de Heidelberg (Códice Palatinus 23). Em 1623, após a Guerra dos Trinta Anos, foi enviado com o restante da Biblioteca Palatina para Roma como presente de Maximiliano I da Baviera ao Papa Gregório XV, sendo guardado na Biblioteca Vaticana. Em 1797, foi levado a Paris por ordem do Diretório Francês e, em 1816, ao final da guerra, retornou a Heidelberg, embora uma parte (menor) permanecesse em Paris (Parisinus Suppl. Gr. 384).

## O manuscrito

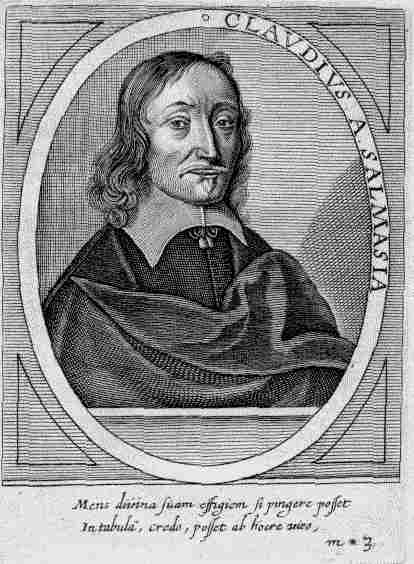
Cláudio Salmasio (Claude de Saumaise), 1588–1653

O manuscrito da Antologia Palatina tem 709 páginas. A seção do manuscrito hoje mantida na Biblioteca da Universidade de Heidelberg (MS Pal. gr. 23) compreende as páginas 1–614, e a outra parte, conservada na Bibliothèque nationale de France, (Par. Suppl. gr. 384) abrange as 94 páginas restantes (pp. 615–709).
Foi copiado por quatro escribas por volta de 980. Um desses copistas fez comentários e acréscimos, e parte do texto foi corrigida por um Revisor.
Os escribas foram:
- escriba Α: páginas 4–9.384.8
- escriba J: páginas 9.348.9–9.563 (possivelmente Constantino, o Rodiano)[7]
- escriba Β: páginas 9.564–11.66.3
- escriba Β2: páginas 11.66.4–11.118.1
- escriba Β: páginas 11.118.1–13.31

O escriba J fez correções no texto do escriba A e, ao final, um Revisor, C, efetuou várias correções no texto de Α e J.